# 살바토레 브로스키
살바토레 브로스키(이탈리아어: Salvatore Broschi, 1681~1717)는 리카르도 브로스키와 카를로 브로스키의 아버지다. 카를로가 12세 때 거세당한 후 얼마 되지 않아 죽었다.